# Francisco de Aldana
Francisco de Aldana, né au royaume de Naples en 1537 et mort à Kasr al-Kabir (Maroc) le 4 août 1578, est un militaire et l'un des poètes les plus importants de la langue espagnole du XVIe siècle, dans la deuxième phase de la Renaissance espagnole. 

## Études sur ses origines
Il n'y a aucune preuve certaine du lieu exact de sa naissance. Pour l'existence de différentes familles avec le même patronyme, son ascendance a été débattue pendant des siècles : Gil Polo, dans les dernières strophes du « Canto del Turia » (1564), mentionne un Aldana parmi les poètes valenciens de son temps, que Mayans (plus tard suivi par Ximeno) identifie par erreur comme Francisco de Aldana et suppose qu'il est né à Valence. Torres Amat partage cette identification, mais déclare qu'il est né à Tortosa. Menéndez Pelayo les contredit en disant qu'il était probablement de Valencia de Alcántara, et encore Rodríguez-Moñino le ferait d'Alcántara. Enfin, Elias L. Rivers, sur la base de quelques documents alors inédits, a déterminé qu'il était très probablement né dans le royaume de Naples, étant fils du militaire originaire d'Estrémadure Antonio de Aldana, lieu confirmé recemment par Nievas Rojas.

## Vie et œuvre
Il passe sa jeunesse à Florence, consacré à l'étude des langues classiques et des auteurs de l'Antiquité, dont il devient un bon connaisseur. Il est l'un des représentants du néoplatonisme dans la poésie espagnole. En tant que poète, il était tellement loué à son époque qu'on l'appelait le Divin.
Son frère Cosme publie en deux parties ( Milan, 1589 ; Madrid, 1591) ce qu'il a pu trouver de son œuvre, dans lequel se détachent notamment les sonnets où il révèle sa déception et son dégoût pour la vie militaire qu'il a menée et exprime son désir de se retirer dans une vie contemplative dans la solitude et au contact de la nature. Sont également importants une Fable de Phaéton en hendécasyllabes blancs, le très original Cantique du Christ crucifié et l'extraordinaire Épître à Arias Montano sur la contemplation de Dieu et ses exigences (1577), en tercets enchaînés, d'inspiration néoplatonicienne, qui s'est produite dans toutes les anthologies de poésie en espagnol comme œuvre classique par contenu et style :
Pienso torcer de la común carrera
que sigue el vulgo y caminar derecho
jornada de mi patria verdadera;
entrarme en el secreto de mi pecho
y platicar en él mi interior hombre,
dó va, dó está, si vive, o qué se ha hecho.
Y porque vano error más no me asombre,
en algún alto y solitario nido
pienso enterrar mi ser, mi vida y nombre
y, como si no hubiera acá nacido,
estarme allá, cual Eco, replicando
al dulce son de Dios, del alma oído.
Admiré par Francisco de Quevedo, qui a essayé de publier ses œuvres au XVIIe siècle pour combattre le cultisme,  Cervantes mentionne son nom à côté de Boscán et Garcilaso, et dans le XXe siècle il était vénéré par les poètes de la Génération des 27 comme Luis Cernuda .

## Carrière militaire
Il se consacre à la carrière militaire, qui ne tarde pas à détester, en montrant une grande nostalgie de la vie contemplative. Il a combattu en tant que capitaine dans la bataille de Saint-Quentin et, avec le degré de général d'artillerie, dans les tiers des Flandres au service de Fernando Alvarez de Toledo, duc d'Albe, et pendant le siège de Haarlem il a été blessé au pied avec une balle d'arquebuse.
Il réside à la cour des Médicis à Florence, où il complète sa formation. Envoyé par Philippe II de Castille au service de Sébastien Ier de Portugal, il mourut avec Sébastien combattant les Sarrasins à la bataille de Kasr al-Kabir, une entreprise qu'il avait fortement déconseillé au roi.

## Ouvrages

### Sonnets
- Al cielo
- Alma Venus gentil, que al tierno arquero
- ¿Cuál es la causa, mi Damón, que estando
- Cuál nunca osó mortal tan alto el vuelo
- El ímpetu cruel de mi destino
- Es tanto el bien que derramó en mi seno
- Galanio, tú sabrás que esotro día
- Hase movido, dama, una pasión
- Mil veces callo que romper deseo
- Mil veces digo, entre los brazos puesto
- Otro aquí no se ve que, frente a frente
- Por un bofetón dado a una dama
- Reconocimiento de la vanidad del mundo

### Autres poèmes
- Carta para Arias Montano (également connue sous le titre d'Épître à Arias Montano)
- Pocos tercetos escritos a un amigo